# Televen
Televen (Televisión de Venezuela) é um canal aberto de televisão VHF da Venezuela, Televen (acrônimo de televisão da Venezuela) é uma das principais cadeias na televisão venezuelana de capital privado e um dos mais assistidos no país. Tem sua sede em Caracas.
É referência em novelas brasileiras no país, pela primeira vez dubladas em espanhol.

## História
Em 1986, a corporação Televen inicia operações. A primeira venda foi realizada em 1987. Foi fundada em 1988 pelo empresário Omar Camero e tinha sócios acionistas como o animador Guilermo González. Em 12 de fevereiro de 1988 deixada a Televen teste o sinal para o canal 10 em Caracas. Em 3 de julho de 1988, Televen vai ao ar oficialmente. Foi o primeiro canal da Venezuela a transmitir 24 horas por dia. Em 2012 ele se aventurou um pouco mais audiências venezuelanas com produções 100% feitas na Venezuela em alta definição.

## Programas

### Em exibição
| País                    | Título do programa            | Gênero                 | Horário semanal   | Hora  |
| ----------------------- | ----------------------------- | ---------------------- | ----------------- | ----- |
| Venezuela               | El Noticiero Matutina         | Telejornalismo         | Segunda a Sexta   | 06:00 |
| Venezuela               | El Noticiero Meridiana        | Telejornalismo         | Segunda a Sexta   | 12:00 |
| Venezuela               | El Noticiero Estelar          | Telejornalismo         | Segunda a Sexta   | 22:00 |
| Venezuela               | Código Hermes                 | Programa de variedades | Segunda a Sexta   | 07:30 |
| Venezuela               | La vida es hoy                | Programa de variedades | Segunda a Sexta   | 08:30 |
| Venezuela               | Lo Actual                     | Programa de variedades | Segunda a Sexta   | 09:00 |
| Venezuela               | Vitrina                       | Programa de variedades | Segunda a Sexta   | 10:00 |
| Venezuela               | La Bomba                      | Programa de variedades | Segunda a Sexta   | 11:00 |
| México · Venezuela      | La CQ                         | Sitcom                 | Segunda a Sexta   | 15:00 |
| Venezuela               | Consentidos Estrellas         | Infantil               | Segunda a Sexta   | 14:00 |
| Venezuela               | Se ha dicho                   | Programa de variedades | Segunda a Sexta   | 18:00 |
| México                  | Hasta el fin del mundo        | Telenovela             | Segunda a Sexta   | 20:00 |
| México                  | La mujer del vendaval         | Telenovela             | Segunda a Sábado  | 13:00 |
| México                  | Para volver a amar            | Telenovela             | Segunda a Sexta   | 23:00 |
| Venezuela               | Mi prima Ciela                | Telenovela             | Segunda a Sábado  | 14:00 |
| Estados Unidos · México | La impostora                  | Telenovela             | Segunda a Sábado  | 21:00 |
| Brasil                  | Carrusel                      | Telenovela             | Segunda a Sexta   | 17:00 |
| México                  | Yo amo a Juan Querendón       | Telenovela             | Segunda a Domingo | 04:30 |
| México                  | Confesiones del Más Allá      | Série                  | Segunda           | 19:00 |
| Venezuela               | Tas Pillao                    | Programa de variedades | Terça             | 19:00 |
| Venezuela               | Detrás de las Cámaras         | Programa jornalístico  | Quarta            | 19:00 |
| Venezuela               | El Avispero                   | Programa de variedades | Quinta            | 19:00 |
| Estados Unidos          | Escena del Crimen: Las Vegas  | Série                  | Sexta             | 19:00 |
| Canadá                  | Flashpoint                    | Série                  | Sábado            | 19:00 |
| Estados Unidos          | Escena del Crimen: Nueva York | Série                  | Sábado            | 20:00 |
| Estados Unidos          | Flipper                       | Série                  | Sábado e Domingo  | 05:00 |
| Coreia do Sul           | Tai Chi Chasers               | Desenho animado        | Sábado e Domingo  | 07:00 |
| Estados Unidos          | Teen Wolf: El Regalo del Lobo | Série                  | Domingo           | 10:00 |
| Venezuela               | Diálogo con…                  | Programa jornalístico  | Domingo           | 08:00 |
| Venezuela               | José Vicente Hoy              | Programa jornalístico  | Domingo           | 09:00 |
| Venezuela               | ¿Quién quiere ser millonario? | Game show              | Domingo           | 21:00 |
| Venezuela               | 100% Venezuela                | Programa jornalístico  | Domingo           | 22:00 |

## Slogan
- 1988: Televen, el nuevo canal
- 1989: Hay que ver lo que tiene Televen
- 1990: Vía Televen
- 1991: Va con mucho más
- 1992: Directo al corazón, vía Televen
- 1992 - 1994: Vía Televen
- 1994 - 1996: Esto sí es Televisión
- 1996: Esto es Televen
- 1998: Para cada quien
- 1999 - 2000: Televisión a la medida
- 2002 - 2003: Para tenerlo todo
- 2003 - 2006: Para mi gente
- 2006 - 2010: Para su gente
- 2010: El canal que más se ve
- 2011: Televen; bien plantado
- 2011: La televisión de Venezuela
- 2012: Exprésate con todo
- 2013: 25 Años Siendo Parte de Ti
- 2014 - Presente: Televen, tu canal

## Ligações Externas
- Site Oficial (em espanhol)